# Noorwegen op het Eurovisiesongfestival 1994
Noorwegen nam deel aan het Eurovisiesongfestival 1994 in Dublin (Ierland). Het was de 34ste keer dat Noorwegen deelnam aan het Eurovisiesongfestival. NRK was verantwoordelijk voor de Noorse bijdrage voor de editie van 1994.

## Selectie procedure
Net zoals het vorige jaar, koos men er weer voor om een nationale finale te organiseren.
Deze vond dit jaar plaats in het Oslo Spektrum in Oslo en werd gepresenteerd door Tande-P.
In totaal deden er 10 artiesten mee aan deze finale en de winnaar werd gekozen door 6 regionale jury's en televoting.

| Volgorde | Artiest                                     | Lied              | Componist                                               | Punten | Plaats |
| -------- | ------------------------------------------- | ----------------- | ------------------------------------------------------- | ------ | ------ |
| 1        | Karoline Gregersen                          | "Tunge dråper"    | Bottolf Lødemel & Stig Gjendem/Hans Henrik Sørensen     | 187    | 7      |
| 2        | Madam Medusa                                | "Casanova"        | Per Berge Johannessen/Cathrine Borkenhagen & Eva Jansen | 287    | 4      |
| 3        | Jahn Teigen                                 | "Gi alt vi har"   | Geir Rønning                                            | 275    | 5      |
| 4        | Elin Furubotn                               | "Mor"             | Lina Holt                                               | 49     | 10     |
| 5        | After Eight                                 | "Ensom natt"      | Per Fredrik Kjølner/Astor Andersen                      | 200    | 6      |
| 6        | Tor Endresen                                | "Aladdin"         | Tor Endresen                                            | 435    | 2      |
| 7        | Yellow Pages                                | "Slør"            | Giert Clausen/Giert Clausen & Hallgrim Bratberg         | 124    | 9      |
| 8        | Laila Nordhaug & Morten Eriksen             | "Gi meg ett tegn" | Are Selheim/Øyvind Boska                                | 323    | 3      |
| 9        | SubDiva                                     | "Uimotståelig"    | Svein Edvardsen/Dag Øistein Endsjø                      | 134    | 8      |
| 10       | Elisabeth Andreassen & Jan Werner Danielsen | "Duett"           | Rolf Løvland/Hans Olav Mørk                             | 576    | 1      |

## In Dublin
In Ierland moest Noorwegen optreden als zeventiende, na Litouwen en voor Bosnië-Herzegovina. Na de stemming bleek dat Noorwegen de 6de plaats had gegrepen met 76 punten.
België nam niet deel in 1994 en Nederland had 7 punten over voor deze inzending.

### Gekregen punten

#### Finale
| 12 punten            | 10 punten                        | 8 punten            | 7 punten             | 6 punten                                         |
| -------------------- | -------------------------------- | ------------------- | -------------------- | ------------------------------------------------ |
|                      | - Cyprus                         | - Estland - Rusland | - Nederland - Zweden | - Bosnië en Herzegovina                          |
| 5 punten             | 4 punten                         | 3 punten            | 2 punten             | 1 punt                                           |
| - Hongarije - Spanje | - Roemenië - Verenigd Koninkrijk | - Ierland - Kroatië | - Duitsland          | - Griekenland - IJsland - Litouwen - Zwitserland |

### Punten gegeven door Noorwegen

#### Finale
Punten gegeven in de finale:
| 12 punten | Ierland             |
| 10 punten | Zweden              |
| 8 punten  | Hongarije           |
| 7 punten  | Frankrijk           |
| 6 punten  | Polen               |
| 5 punten  | Cyprus              |
| 4 punten  | Griekenland         |
| 3 punten  | Rusland             |
| 2 punten  | Verenigd Koninkrijk |
| 1 punt    | Duitsland           |

1960 · 1961 · 1962 · 1963 · 1964 · 1965 · 1966 · 1967 · 1968 · 1969 · 1970 · 1971 · 1972 · 1973 · 1974 · 1975 · 1976 · 1977 · 1978 · 1979 · 1980 · 1981 · 1982 · 1983 · 1984 · 1985 · 1986 · 1987 · 1988 · 1989 · 1990 · 1991 · 1992 · 1993 · 1994 · 1995 · 1996 · 1997 · 1998 · 1999 · 2000 · 2001 · 2002 · 2003 · 2004 · 2005 · 2006 · 2007 · 2008 · 2009 · 2010 · 2011 · 2012 · 2013 · 2014 · 2015 · 2016 · 2017 · 2018 · 2019 · 2020 · 2021 · 2022 · 2023 · 2024 · 2025